# Seweryn Kłosowski
Seweryn Antonowicz Kłosowski, né 14 décembre 1865 à Nagórna et mort le 7 avril 1903 à Londres, plus communément désigné sous le pseudonyme de George Chapman, fut un criminel polonais actif durant l'ère victorienne, surnommé « l’Empoisonneur de Borough ».
Chapman, né au Royaume du Congrès, s’établit en Angleterre à l’âge adulte, où il perpétra ses forfaits. Condamné puis exécuté pour avoir administré des substances toxiques à trois femmes, il demeure principalement connu en raison des conjectures émises par certains enquêteurs de l’époque, qui l’identifièrent comme un suspect potentiel dans l’affaire du tueur en série dénommé « Jack l’Éventreur ».

## Biographie
Seweryn Kłosowski naquit d’Antoni et d’Emilia Kłosowski dans le hameau de Nagórna (actuellement intégré à Koło), situé dans le gouvernorat de Varsovie, au sein de la Pologne congresiste. Son père exerçait l’artisanat de charpentier,. Un certificat, découvert parmi ses biens après son interpellation, atteste qu’à l’âge de quatorze ans, il devint l’apprenti d’un chirurgien expérimenté, Moshko (Mosze) Rappaport, établi à Zwoleń. Durant cette période, il seconda ce dernier dans des pratiques médicales telles que la pose de sangsues pour les saignées. Par la suite, il s’inscrivit à une formation de chirurgie pratique dispensée par l’hôpital Praga de Varsovie. Ce cursus, attesté par un autre document en sa possession, fut de courte durée, s’étendant seulement d’octobre 1885 à janvier 1886. Toutefois, Kłosowski poursuivit son office en qualité d’infirmier ou d’auxiliaire médical dans la capitale polonaise jusqu’en décembre 1886.
Kłosowski quitta ultérieurement la Pologne pour gagner le Royaume-Uni et s’établit à Londres ; l’époque précise de son arrivée dans la capitale demeure indéterminée avec certitude. Une quittance d’hôpital datée de février 1887, attestant de sa présence en Pologne à cette date, constitue la dernière mention le concernant dans son pays d’origine. Les archives relatives à sa jeunesse s’interrompent abruptement ce même mois, suggérant qu’il aurait pu rallier le Royaume-Uni à cette période. Toutefois, les dépositions recueillies lors de son procès laissent supposer une émigration en 1888. Kłosowski s’installa dans l’East End et devint apprenti barbier vers la fin de l’année 1887 ou au début de 1888. Les registres indiquent qu’il fut employé par un certain Abraham Radin, établi au 70 West India Dock Road. Il cessa son service après cinq mois et ouvrit par la suite une boutique de coiffure au 126 Cable Street, dans le quartier de St George in the East. Ce même lieu figurait comme son domicile dans un annuaire londonien publié en 1889. Il est plausible qu’il y résidât lors des assassinats perpétrés par Jack l’Éventreur à l’automne 1888.
En 1889, Kłosowski contracta mariage avec une jeune Polonaise, Lucie Badewski, bien qu’il fût déjà engagé dans les liens matrimoniaux en Pologne. Rapidement éclata une confrontation avec sa première épouse, laquelle, néanmoins, regagna promptement sa terre natale. De cette union naquirent deux enfants, et le couple changea à plusieurs reprises de domicile à Londres avant de gagner les États-Unis en 1891. Le dernier recensement les mentionnant dans la capitale britannique remonte à avril de la même année. La famille s’établit alors à Jersey City, dans le New Jersey, où Kłosowski obtint un emploi chez un barbier. Toutefois, des querelles violentes émaillèrent fréquemment leur vie conjugale, atteignant leur paroxysme en février 1892, lorsqu’il agressa Lucie — alors enceinte — et proféra des menaces de mort à son encontre. Celle-ci retourna à Londres, se réfugia chez sa sœur et mit au monde une fille. Kłosowski finit par revenir lui aussi dans la métropole anglaise. Les deux époux se retrouvèrent brièvement avant de mettre un terme définitif à leur union.
En 1893, alors qu’il occupait la fonction d’assistant dans l’établissement de Haddin, Kłosowski fit la connaissance d’Annie Chapman (à laquelle ne la liait, semble-t-il, aucune parenté avec la victime de l’Éventreur). Une relation s’établit entre eux, et ils s’installèrent conjointement, lui adoptant dès lors le patronyme de sa compagne, se faisant appeler George Chapman. En 1894, après près d’une année de cohabitation, Chapman introduisit une autre femme au domicile commun, contraignant Annie, alors enceinte, à quitter les lieux quelques semaines plus tard. Au commencement de l’année 1895, celle-ci lui annonça la naissance de leur enfant, mais il se déroba à toute obligation de soutien. La même année, il obtint un emploi d’assistant auprès de William Wenzel, barbier établi au 7 Church Lane, à Leytonstone, tout en résidant chez un certain John Ward, domicilié sur Forest Road. 

### Crimes et exécutions
Chapman eut pour maîtresses au moins quatre femmes se présentant comme son épouse ; il en fit périr trois par l’administration de substances toxiques. Ses victimes furent Mary Isabella Spink (1858 – 25 décembre 1897), Bessie Taylor (décédée le 13 février 1901) et Maud Marsh (décédée le 22 octobre 1902). Il leur administra à chacune du tartre émétique, un composé antimonié qu’il s’était procuré chez un apothicaire de Hastings, dans le Sussex. L’antimoine, métal lourd aux propriétés vénéneuses, provoque, en cas d’ingestion à doses létales, une agonie semblable à celle induite par l’arsenic, marquée par de vives souffrances et des symptômes digestifs et neurologiques d’une extrême violence. 
Chapman fit la connaissance de Spink alors qu’elle était employée chez Wenzel’s. Spink, une femme adonnée à l’ivrognerie, dont l’époux et le fils s’étaient séparés d’elle, s’unit à lui par un simulacre de mariage et lui légua une somme de 500 £ (équivalant à 57 000 £ en 2025). Ils s’établirent ensemble et louèrent un salon de barbier dans un quartier misérable de Hastings. Cette entreprise périclita, les contraignant à se transporter en un lieu plus aisé, où ils instituèrent des « toilettes musicales » : Spink jouait du piano tandis que Chapman officiait pour la clientèle. Cette pratique connut une certaine vogue, procurant au couple des revenus non négligeables. Chapman acquit par la suite un bateau à voile, qu’il nomma Mosquito. Toutefois, il infligeait à Spink de fréquentes sévices, la maltraitant avec brutalité. Une voisine attesta avoir souvent ouï les cris de Spink durant la nuit et remarqué sur son visage meurtrissures et égratignures, ainsi que des traces de strangulation. Le 3 avril 1897, Chapman se procura chez William Davidson, apothicaire de High Street, une dose de 30 grammes de tartre émétique. 
Leur établissement de coiffure finit par succomber à la faillite, contraignant Chapman à reprendre la gestion d’un débit de boissons situé sur Bartholomew Square. Ce fut en ces lieux qu’il administra à Spink une substance létale, causant son trépas. Peu après, il s’associa à Taylor, ancienne régisseuse d’un établissement de restauration, avec laquelle il entama une relation sentimentale. Chapman manifesta de nouveau des comportements violents, invectivant Taylor et allant jusqu’à la menacer à l’aide d’un pistolet. Lorsqu’elle commença à présenter des symptômes analogues à ceux de Spink, Chapman quitta Londres avec elle, vraisemblablement pour éviter toute suspicion, et s’établit à Bishop’s Stortford, dans le Hertfordshire, où il exploita le pub The Grapes. Le couple regagna ultérieurement la capitale et y loua la Monument Tavern. Malgré une intervention chirurgicale, l’état de Taylor ne cessa de s’altérer, et elle décéda en 1901. Chapman tenta par ailleurs d’incendier la Monument Tavern, ce qui entraîna la résiliation précipitée de son bail.

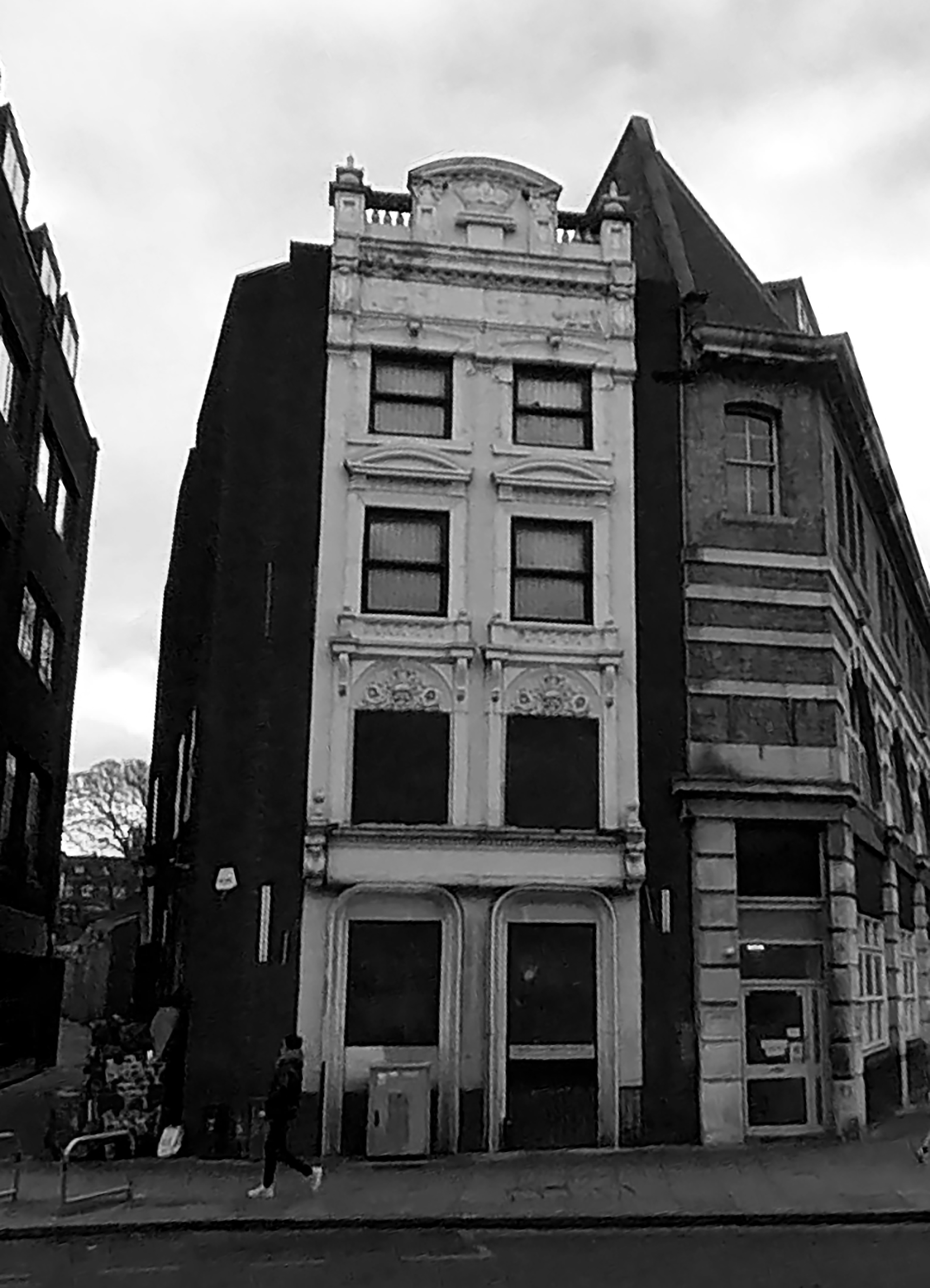
Pub Crown à Borough High Street, Southwark, 2022

En août 1901, il embaucha une certaine Marsh comme serveuse à la Monument Tavern. Il contracta avec elle une nouvelle union factice et se livra derechef à des sévices corporels. Cette femme finit également par succomber à un empoisonnement. Les circonstances suspectes entourant son trépas entraînèrent une enquête des autorités judiciaires, laquelle révéla que Marsh, ainsi que deux autres femmes dont les dépouilles furent exhumées, avaient péri par intoxication. À cette époque, un acte d’accusation pour homicide ne pouvait comporter qu’une seule charge. Chapman fut donc inculpé exclusivement du meurtre de Marsh. Le procès, mené par le procureur Sir Archibald Bodkin et l’avocat général Edward Carson, aboutit à sa condamnation le 19 mars 1903. Déclaré coupable, il fut condamné à la peine capitale par le juge Grantham et exécuté par pendaison à la prison de Wandsworth le 7 avril 1903. 
Les motivations animant Chapman dans ces homicides demeurent énigmatiques ; elles pourraient relever de la seule psychopathie. Bien que Spink lui eût légué une somme de cinq cents livres sterling, il ne tira aucun profit pécuniaire des deux autres victimes. 

## Suspect de Jack l'Éventreur

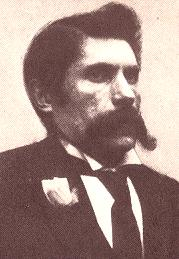
Georges Chapman

Frederick Abberline, inspecteur émérite de Scotland Yard et l’un des premiers investigateurs des meurtres attribués à Jack l’Éventreur, aurait déclaré à George Godley, l’officier ayant procédé à l’arrestation de Chapman : « Vous tenez enfin Jack l’Éventreur ! » Lors de deux entretiens accordés en 1903 à la Pall Mall Gazette, Abberline exprima ses présomptions, nommant explicitement Chapman comme suspect. Sa conviction reposait notamment sur les dépositions recueillies durant l’enquête initiale, en particulier celles de Lucie Badewski, présentée comme sa première « épouse ». Celle-ci avait révélé que son conjoint s’absentait fréquemment durant la nuit, parfois pendant des heures, sans fournir d’explications satisfaisantes. Bien que Chapman n’eût jamais figuré parmi les suspects au moment des crimes, des spéculations ultérieures, relayées par la presse et certains ouvrages, l’érigèrent en figure suspecte, à l’instar de son contemporain Thomas Neill Cream. Ainsi, Chapman rejoignit la cohorte des individus évoqués dans les hypothèses entourant l’identité de l’Éventreur, sans que des preuves tangibles ne viennent étayer ces allégations.
Les auteurs contemporains divergent quant à la plausibilité de considérer George Chapman comme un suspect sérieux dans l'affaire de l'Éventreur. Philip Sugden estime que Chapman constitue, parmi les individus identifiés, le candidat le plus vraisemblable, bien que les charges retenues contre lui demeurent insuffisamment étayées. À l'inverse, John Eddleston ne lui accorde qu'une cote de deux (« possibilité ténue ») sur son échelle graduée de zéro à cinq, réservée aux suspects du tueur. Quant à Paul Begg, il n'aborde le cas de Chapman que de manière succincte. 
L’accusation formulée à l’encontre de Chapman s’appuie principalement sur son caractère violemment misogyne, attesté par des témoignages concordants. Il était réputé pour sévir contre ses concubines et se livrer à d’autres excès de brutalité. Durant son séjour aux États-Unis, Chapman aurait contraint son épouse Lucie à s’étendre sur leur couche avant de l’étrangler, interrompant son forfait uniquement pour accueillir une cliente pénétrant dans l’échoppe attenante à leur logis. À son retour, cette dernière aurait découvert un couteau dissimulé sous le chevet. Chapman lui aurait alors révélé, avec une froideur calculée, son dessein de la décapiter, lui dépeignant jusqu’au lieu où il eût enfoui sa dépouille et les propos qu’il eût tenus à leur voisinage. 
Chapman était parvenu à Whitechapel aux alentours de l’époque où survint le premier meurtre. Sa signalétique coïncidait avec celle de l’individu aperçu en compagnie de Mary Jane Kelly (la cinquième victime dite « canonique »), et les assassinats s’éteignirent dès lors qu’il gagna les États-Unis. Certaines conjectures avancèrent même qu’il aurait perpétré, à New York, un homicide rappelant les méthodes de l’Éventreur — le meurtre de Carrie Brown —, mais de récentes investigations laissent supposer qu’il ne débarqua outre-Atlantique qu’après ledit forfait. 
Robert Milne, récemment émérité de la Direction des services médico-légaux de la Metropolitan Police, exposa ses recherches lors de la Conférence de l’Association internationale pour l’identification en 2011, puis devant la Chartered Society of Forensic Sciences en 2014, avançant que Chapman constituait le suspect le plus vraisemblable dans l’affaire de l’Éventreur. S’appuyant sur son expertise, l’analyse méticuleuse des archives criminelles et l’emploi d’un logiciel de profilage géographique, il postula que l’assassin résidait à proximité immédiate du théâtre des crimes – hypothèse à laquelle Chapman se conformait parfaitement. Milne évoqua également le cas d’une victime d’homicide survenu en 1901 ou 1902, Mary Ann Austin, laquelle, avant de trépasser, décrivit son agresseur comme un « Russe mesurant 1,70 m, arborant une moustache noire », qui, après un commerce charnel, l’aurait frappée d’un coup de couteau avant de tenter de lui extirper l’utérus.    
Toutefois, nulle preuve tangible ne permet d’établir un lien indubitable entre Chapman et les forfaits de l’Éventreur. Le principal argument invoqué pour écarter son implication réside dans la singularité d’un tel changement de modus operandi : le passage des mutilations à l’empoisonnement paraîtrait incongru chez un tueur en série, bien que certains spécialistes aient contesté la pertinence de ce postulat. Par ailleurs, l’on s’interroge sur sa maîtrise de la langue anglaise à cette époque, alors que l’Éventreur, selon plusieurs témoignages oculaires, aurait nécessairement dû s’exprimer dans cette langue pour converser avec ses victimes. Bien que Chapman, en tant qu’immigrant récent, eût une connaissance approfondie du quartier de Whitechapel – à l’instar de l’assassin –, sa proximité géographique avec les lieux des crimes demeurait relative. En outre, une divergence notable réside dans le choix des victimes : l’Éventreur semblait s’en prendre à des inconnues, tandis que Chapman tua des personnes de son entourage. 
La figure de Chapman a été portée à l’écran à deux reprises sous l’égide de Towers of London. Initialement, en 1949, dans le film Secrets of Scotland Yard, où il est dépeint sous les traits de George Chapman, infâme empoisonneur, tenancier de taverne et meurtrier de femmes. Puis, en 1951, dans un épisode de The Black Museum nommé « Le Rasoir droit ». Chacune de ces évocations se clôt par une brève dissertation soutenant l’hypothèse que Chapman pourrait être le célèbre Jack l’Éventreur.